# Adenophora wulingshanica
Adenophora wulingshanica là loài thực vật có hoa trong họ Hoa chuông. Loài này được Masao Kitagawa mô tả năm 1935 như là dạng Adenophora elata f. verticillata. Năm 1983 D.Y.Hong nâng cấp nó thành loài với danh pháp mới được thiết lập, do tổ hợp Adenophora verticillata đã được Friedrich Ernst Ludwig von Fischer thiết lập trước đó vào năm 1823.